# Suzanne Duchamp
Suzanne Duchamp-Crotti (* 20. Oktober 1889 in Blainville-Crevon; † 11. September 1963 in Neuilly-sur-Seine) war eine französische Malerin des Dadaismus.

## Leben und Werk
Suzanne Duchamp wuchs in einem außergewöhnlichen Künstlerumfeld des 20. Jahrhunderts auf, als Schwester von Marcel Duchamp, Raymond Duchamp-Villon und Jacques Villon. 1919 heiratete sie in zweiter Ehe den Schweizer Maler und Grafiker Jean Crotti. Ihr Umfeld war von einer europäischen und globalen Internationalität geprägt und bestimmte ihre künstlerische Entwicklung von der Epoche des Dadaismus über gegenständliche Kunst und endete in Abstraktionen hoher Qualität. Als ein Hauptwerk ihrer dadaistischen Arbeit gilt das Gemälde Multiplication brisée et rétablie (englisch: Broken and Restored Multiplication) aus den Jahren 1918–1919.

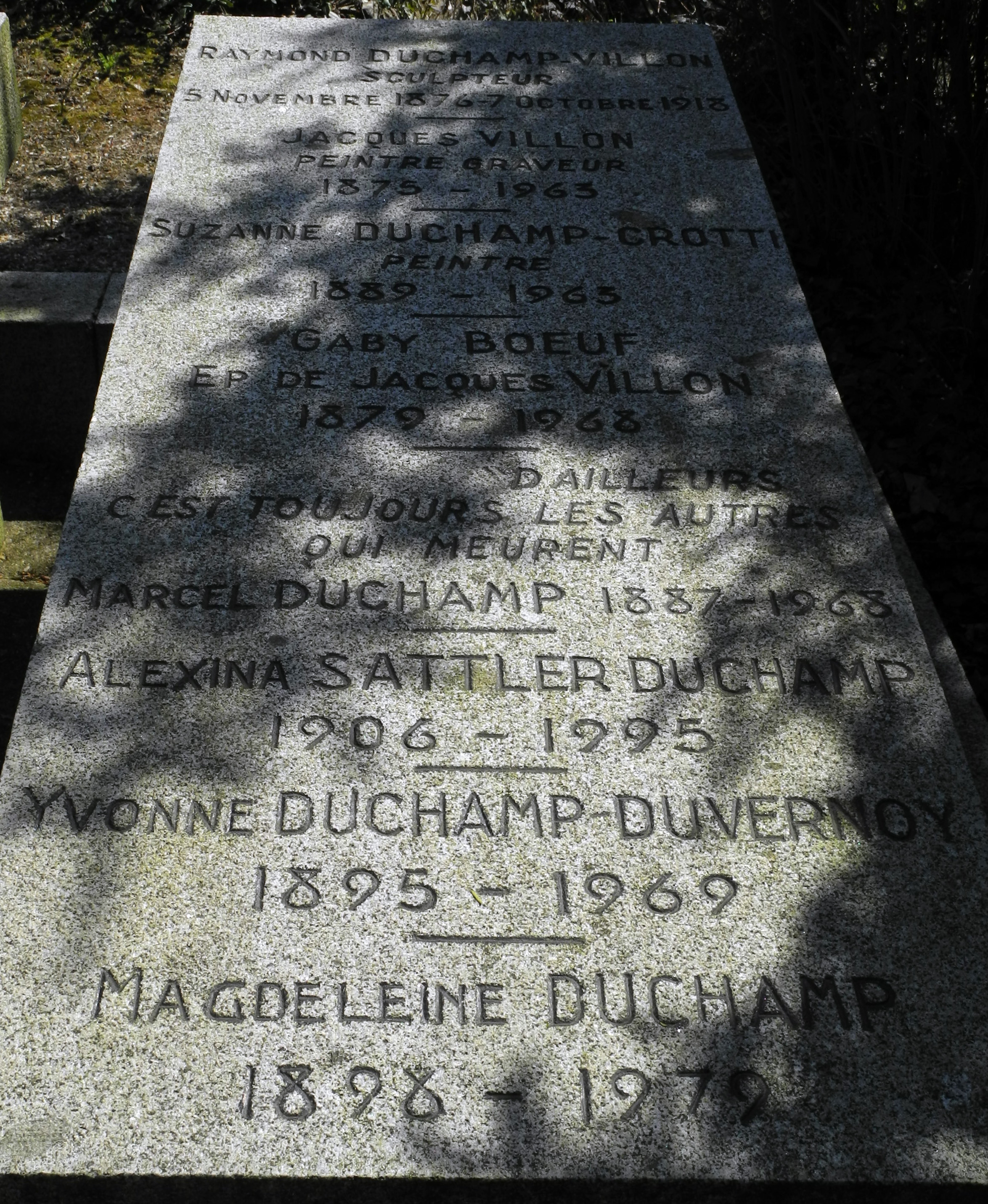
Das Familiengrab Duchamp in Rouen

Im Jahr 1967 richtete das Musée des beaux-arts de Rouen unter Mithilfe von Marcel Duchamp als einzigem lebenden Familienmitglied eine Ausstellung aus unter dem Titel Les Duchamps: Jacques Villon, Raymond Duchamp-Villon, Marcel Duchamp, Suzanne Duchamp.
Ein Großteil ihres Schaffens wird vom Philadelphia Museum of Art bewahrt, Ausstellungen wurden im Münchner Haus der Kunst, im Centre Pompidou und im Museum of Modern Art in New York gezeigt.
Suzanne Duchamp-Crottis Grabstein befindet sich auf dem Friedhof von Rouen, wo sie im Familiengrab mit ihren Geschwistern bestattet wurde.

## Ausstellungen
- 1911: Salon des Indépendants, Paris
- 1921: Exposition des oeuvres de Suzanne Duchamp et Jean Crotti: Tabu. Galerie Montaigne, Paris
- 1924: Brooklyn Armory Show, New York
- 1967: Les Duchamps, Musée des Beaux-Arts, Rouen
- 1983: Tabu Dada. Jean Crotti & Suzanne Duchamp: 1915–1922, Kunsthalle Bern, Musée National d’Art Moderne, Paris u. a.
- 2025: Suzanne Duchamp. Retrospektive, Kunsthaus Zürich[3], Schirn Kunsthalle Frankfurt[4]

## Werke (Auswahl)
- 1912: Jeune fille au chien (Centre Pompidou)
- 1918–19: Multiplication brisée et rétablie (Art Institute of Chicago)
- 1916–20: Radiation de deux seuls éloignés
- 1920: Ariette d’oubli de la chapelle étourdie (Philadelphia Museum of Art)
- 1921: Chef d'oeuvre accordéon (Yale University Art Gallery)
- 1921: Solitude-Entonnoir (Museum of Modern Art)
- Um 1930: Paysage avec une petite fille en bleu dans un pré (Centre Pompidou)
- 1945: Sans titre (Paysage aux pâturages)
- 1962: Au coin de ciel bleu (Wright Museum of Art, Beloit College, Wisconsin)